# Дрезденська монетна конвенція
Дре́зденська моне́тна конве́нція (нім. Dresdner Münzvertrag) — міжнародна угода, підписана 30 липня 1838 року рядом держав Німецького митного союзу з метою уніфікації своїх грошових систем. Діяла до 1857 року, коли підписано нову Віденську монетну конвенцію. Основною грошовою одиницею союзу став подвійний талер, що дорівнював вартості двох прусських талерів.

## Історія
Головною державою нового монетного союзу була Пруссія, чиєю основною грошовою одиницею був талер. У 1821 році в Пруссії законодавчо було прийнято монетну стопу, згідно з якою з 1 кельнської марки (233,855 г) чистого срібла карбувалося 14 талерів. За рік до прийняття Дрезденської монетної конвенції, 25 серпня 1837 року, південнонімецькі держави підписали Мюнхенський монетний договір, відповідно до якого створили Південнонімецький монетний союз з єдиною монетною стопою: 24,5 південнонімецького гульдена з кельнської марки. Врахувавши потребу уніфікації грошових систем, згідно з підписаним у Дрездені договором, прийняли таку монетну стопу: 7 подвійних талерів (нім. Doppeltaler) з кельнської марки. Таким чином, нова грошова одиниця стала еквівалентною двом прусським талерам та 3,5 гульдена Південнонімецького монетного союзу. У народі подвійний талер (37,12 г срібла 900 проби) отримав назву «шампанського талера» (нім. Champagnertaler), оскільки за нього можна було купити пляшку шампанського.
Під час переговорів про ухвалення конвенції Саксонське королівство запропонувала перейти на десяткову грошову систему. Пропозицію не прийняли через протидію Пруссії. Відтак 1 талер дорівнював 30 грошам. У ряді країн, наприклад у Саксен-Кобург-Готі і Саксонії, грош складався з 10 пфенігів, тоді як в інших, наприклад, у Пруссії, з 12, що створювало цілу низку незручностей.
Таким чином, зі створенням нової монетної спілки замість локального різноманіття на більшій частині німецьких земель з'явилися дві великі грошові системи. Проте низка держав у Північній Німеччині відмовилася від уніфікації згідно з Дрезденською конвенцією. Зокрема, член Німецького митного союзу Люксембург не взяв участі у Дрезденській конвенції. Крім того, Гамбург, Бремен, Любек та Шлезвіг-Гольштейн на півночі Німеччини не входили до Німецького митного союзу і, відповідно, не приєдналися до монетної конвенції. Грошові системи двох південних держав Німецького союзу — Ліхтенштейна та Австрійської імперії — також відрізнялися від Південнонімецької та Дрезденської.

## Передумови скасування

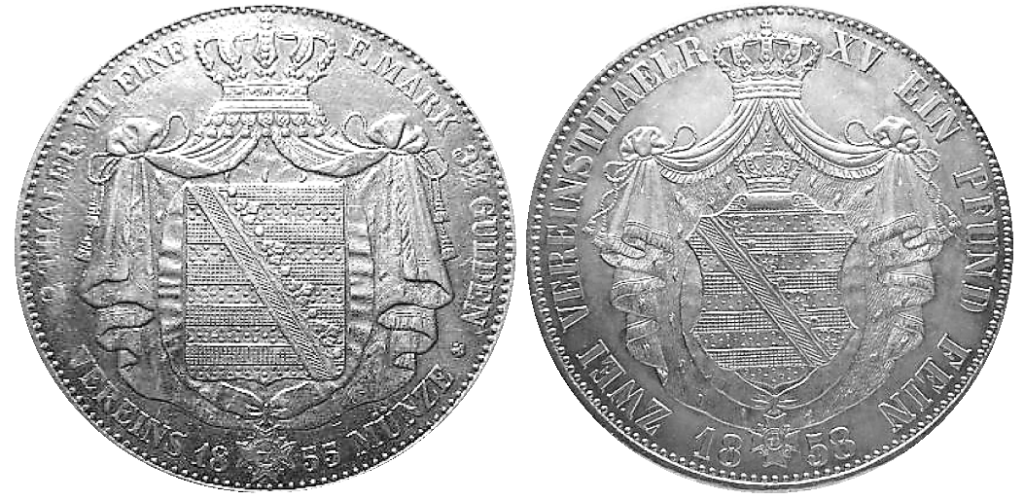
Реверси саксонських союзних монет у 2 талери згідно з Дрезденською (ліворуч) та Віденською (праворуч) монетними конвенціями

Після революції 1848—1849 років у Пруссії, її позиція була значно ослаблена. На цьому фоні Австрія почала вимагати повноцінної участі у Німецькому митному союзі, що ще більше послабило б позиції Пруссії. У 1854 році підписано компромісний договір, згідно з яким передбачалося створення спільної монетної системи між Австрією та Німецьким митним союзом. Під час переговорів представники Австрії наполягали на введенні золотого стандарту. Цю пропозицію категорично відкинула більшість німецьких держав, оскільки вона послаблювала їхню місцеву валюту. Для Пруссії, чий срібний талер був основною грошовою одиницею митного союзу, запровадження золотого стандарту було вкрай невигідним.
У результаті 1857 року підписали Віденську монетну конвенцію, яка уніфікувала валюти країн-учасниць Дрезденської конвенції, країн Південнонімецького монетного союзу та Австрії. При цьому монети держав Південнонімецького монетного союзу залишалися незмінними, а тих, що входили до Дрезденської конвенції, — підлягали низці змін.